# Der Traumgörge
Der Traumgörge ist eine spätromantische Oper des österreichischen Komponisten Alexander Zemlinsky. Das Libretto schrieb Leo Feld nach dem Märchen Vom unsichtbaren Königreich von Richard von Volkmann-Leander und dem Gedicht Der arme Peter von Heinrich Heine. Zemlinsky komponierte das Werk 1904–1906, zur Uraufführung gelangte es jedoch erst fast 75 Jahre später am 11. Oktober 1980 an der Nürnberger Oper.

## Entstehungsgeschichte
„Der Traumgörge“ war Zemlinskys dritte Oper und entstand als Auftragswerk des k.k. Hof-Operntheaters unter ihrem damaligen Direktor Gustav Mahler. Zu der für die Saison 1907/08 geplanten Uraufführung kam es wegen Mahlers Demissionierung jedoch nicht mehr. Sein Nachfolger Felix Weingartner fühlte sich an Mahlers Zusagen nicht mehr gebunden und strich das bereits fertig probierte Werk aus seinen Planungen. Zemlinsky wollte, obwohl er ein geschätzter Dirigent war, sein eigenes Werk nicht protegieren und selbst zur Aufführung bringen.

## Aufführungsgeschichte
Im Zuge des wiederauflebenden Interesses an Zemlinskys Werk in den 1970er Jahren wurde das Manuskript in den Archiven der Wiener Staatsoper entdeckt und gelangte schließlich am 11. Oktober 1980 am Opernhaus Nürnberg mit Karl-Heinz Thiemann in der Hauptrolle zur Uraufführung.
1988 erschien eine CD-Gesamtaufnahme der Oper mit dem Radiosinfonieorchester Frankfurt unter Gerd Albrecht.
Weitere Inszenierungen folgten 1989 am Theater Bremen (Dirigent: Antony Beaumont), 1991 am Theater Münster und in der Spielzeit 2006/2007 an der Deutschen Oper Berlin (Premiere: 27. Mai 2007; Dirigent: Jacques Lacombe; Inszenierung: Joachim Schloemer). In der Spielzeit 2015/2016 stand die Oper auf dem Spielplan der Staatsoper Hannover (Premiere: 16. April 2016; Dirigent: Mark Rohde; Inszenierung: Johannes von Matuschka).

## Handlung
Im „Traumgörgen“ finden sich eine Reihe der für das Fin de siècle charakteristischen Motive, insbesondere der Widerspruch zwischen Fiktion und Wirklichkeit sowie der Rückzug in die Traumwelt.

### 1. Akt
Hauptperson ist der nur in seine Bücher versunkene Pfarrerssohn Görge. Er hat vom verstorbenen Müller die Mühle geerbt, die der jetzige Müller wieder zur Blüte gebracht hat. Die junge, hübsche Grete, Tochter des Müllers, ist verliebt in Görge und möchte wissen, was in seinem Inneren vorgeht. Er erzählt ihr von einem seltsamen Traum, den er kürzlich hatte und seinem Wunsch, alle Träume lebendig zu machen. Unterbrochen werden die beiden vom Müller, dem Pastor und dem Bauern, die an ihre anstehende Verlobung erinnern. Grete möchte eigentlich keinen in sich gekehrten Träumer, sondern einen Mann, der mit beiden Beinen im Leben steht. Da taucht der charmante und stürmische Hans, in seinen Eigenschaften Görge entgegengesetzt, auf und umwirbt sogleich Grete, die ihn jedoch zurückweist. Der in seiner Traumwelt lebende Görge nimmt an den Geschehnissen um ihn herum kaum Anteil und schläft, nachdem die übrigen gegangen sind, ein. Im Schlaf spricht er mit seiner Traumprinzessin und wacht glücklich auf. Die wartende Verlobungsgesellschaft brüskierend, entschließt sich Görge, seine Heimat hinter sich zu lassen und in die Welt zu ziehen, um den Visionen seiner Träume zu folgen.

### 2. Akt
Drei Jahre später: Görge ist noch immer auf der Suche nach seiner Prinzessin. Dabei gelangt er in die Gaststube eines Dorfes, wo die Bauern eine Rebellion gegen die Obrigkeit planen und versuchen, auch Görge für ihr Vorhaben zu gewinnen. Dieser sieht jedoch, dass die Bauern mit ihrer Rebellion nur Plünderung und Totschlag im Sinn haben und verweigert sich. Er lernt die Waise Gertraud kennen, die im Dorf als Hexe verschrien ist. Als die Dorfbewohner deren Haus anzünden und auch Gertraud selbst verbrennen wollen, nimmt er sie in seinen Schutz und flieht mit ihr zurück in seine Heimat.

### Epilog
Görge und Gertraud sind zurückgekehrt in Görges Dorf und arbeiten in der Mühle. Die Menschen des Dorfes danken ihnen für alles, was sie Gutes getan haben. Auch Hans und Grete sind glücklich und haben inzwischen einander geheiratet. Erst jetzt erkennt Görge in Gertraud jene Prinzessin wieder, die ihm damals im Traume erschienen ist.